# 佐藤周一
佐藤 周一（さとう しゅういち、1975年〈昭和50年〉11月12日 - ）は、日本の政治活動家、元地方公務員。広島介護福祉労働組合執行委員、片目失明者友の会参与、元広島市男女共同参画審議会委員。妻は森井菜穂子。

## 来歴
広島県福山市で生まれ、東京都で育つ。麻布高等学校を経て、1999年に東京大学経済学部を卒業し、2000年に広島県庁に入庁。広島県職員として労働や介護、医療、福祉行政に携わる。
2011年に県庁を退職して広島県議会議員選挙に立候補したが最下位で落選した。その後、民間介護施設の事務を経て2014年からは広島市内の老人ホームでヘルパーとして働く。
2021年、参議院議員再選挙（広島選挙区）に立候補したが、3位で落選した。
2023年に行われる、広島県議会議員選挙（安佐南区選挙区）への、立候補予定を表明している。

## 著書
- 『NODU ヒロシマアピール』[要文献特定詳細情報]
- 『役人からヘルパーへ』（電子書籍）[要文献特定詳細情報]